# Uvelse
Uvelse is een plaats in de Deense regio Hovedstaden, gemeente Hillerød, en telt 1007 inwoners (2007).